# Гатцук Олексій Олексійович
Олексі́й Олексі́йович Гатцук (*2 грудня (14 грудня) 1832, Одеса — †23 жовтня (4 листопада) 1891, Москва) — російський і український журналіст і археолог. Член Московського археологічного товариства.

## Життєпис
Народився в місті Одесі Одеського повіту Херсонської губернії. Походив з родини дворян Чернігівської губернії.
Навчався в Москві, в 1-й та в 4-ї гімназії, потім — на філологічному факультеті Московського університету. Закінчив університетський курс зі званням дійсного студента в 1857 році, а потім витримав випробування на ступінь кандидата.
У 1859—1861 роках викладав російську словесність у Рішельєвському ліцеї в Одесі, на посаді ад'юнкта на кафедрі російської словесності.
1861 року переїхав до Москви.
Співпрацював у газетах «рос. Одесский вестник» і «рос. Московские ведомости», в якій опублікував «рос. Новости малороссийской литературы» (1859 р.). Обстоював доцільність вивчення української мови, популяризував українську літературу. Надрукував в «Основі» (1862 р., книги 5, 7) критичні розвідки про окремі українські книги. Надрукував «малоросійську азбуку» — «Украінська Абетка». Популярністю користувалася його видання «Газета Гатцука» й «рос. Крестный Календарь».
Похований на території цвинтаря Донського монастиря.

## Праці
- (рос.)Новости малороссийской литературы («Московские Ведомости» № 98 и 112)
- (рос.)Евреи в русской истории и поэзии («Сион» 1861 г., № 1, 5, 10, 11, 38, 39).
- (рос.)Старина Русской земли
- (рос.)О курганах Московской губернии (в «Чтениях общества истории и древностей», 1863—1864).
- (рос.)Отчёт об археологических раскопках в окрестностях Москвы («Голос», № 4, 1864),
- (рос.)О некоторых древних вещах из Чертковского собрания («Русский архив», 1864)
- (рос.)О курганах, господствующих в Московской губернии («Чтения в ОИДР», 1869, кн. 4),
- (рос.)Заметка о «каменных бабах» близ Москвы (Тамсама, 1870, кн. 3),
- (рос.)А. С. Пушкин под секретным надзором в Москве в 1829 («Русская старина», 1884, № 6).
- (рос.)Николай Коперник, основатель новой астрономии (М., 1873 г., изд. Общ. Распр. Пол. Кн.)
- (рос.)Житие св. Тихона Задонского (М., 1884 г.).
- (рос.)О Бисмарке русском, главноначальствующем южной (украинской) армией в 1747 г. (Чт. Общ. Ист. и Др., 1871, кн. 3);
- (рос.)Об указе царя Алексея Михайловича касательно немцев («Рус. Арх.», 1871, кн. 6);
- (рос.)Очерк истории книгопечатного дела в России («Рус. Вестн.», 1872, кн. 5);
- (рос.)300-летие присоединения Сибири («Газета Гатцука», 1882, № 50—52).